# Кеј-Џеј Апа
Кенети Џејмс Фицџералд "КЈ" Апа  (рођен 17. јуна 1997. године) је глумац са Новог Зеланда. Познат је по својој улози Арчија Ендруза у драмској серији Ривердејл.Такође је тумачио улогу Кејна Џенкинс у опери Шортландска улица и Итана Монтгомерија као тинејџера у филму Смисао живота једног пса.

## Младост
Кенети је рођен у Окланду, као син Кенета и Тесе Апе. Има двије старије сестре. Похађао је Краљевски колеџ „Окланд” прије него што је започео своју глумачку каријеру.

## Каријера
Од 2013. до 2015. Кенети је глумио Кејна Џенкинса у опери Шортландска улица на Новом Зеланду. Године 2015. је глумио Итана Монтгомерија као тинејџера у филму Смисао живота једног пса који је објављен 2017. године. У 2016. години је глумио у серији "Ривердејл" у улози Арчија Ендруза по којој је и постао познат. 

## Приватни живот
Апа је 2017. године био саучесник у мањој аутомобилској несрећи, али није био озлијеђен. Овај догађај је наводно био резултат тога што је Апа заспао приликом вожње.

## Филмографија
| Година | Назив филма              | Улога                    |
| ------ | ------------------------ | ------------------------ |
| 2017.  | Смисао живота једног пса | тинејџер Ијан Монтгомери |
| 2018.  | Та мржња коју сејеш      | Крис                     |
| 2016−  | Ривердејл                | Арчи Ендруз              |
| 2020.  | Иза затворених врата     | Нико Прајс               |